# Трубецкой, Алексей Юрьевич

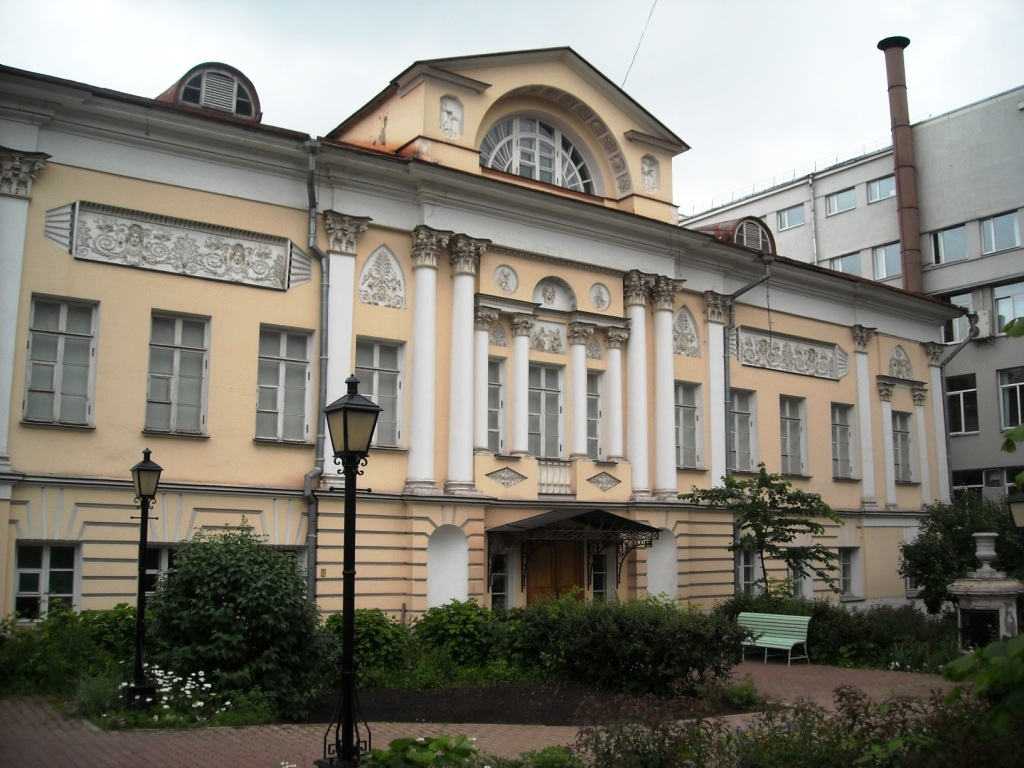
Усадьба Трубецких в Петровском переулке (после перестроек XIX века)

Князь Алексе́й Ю́рьевич Трубецко́й (1704—1776) — капитан лейб-гвардии Измайловского полка, дед князя В. С. Трубецкого.

## Биография
Третий из пятерых сыновей петровского сподвижника князя Юрия Юрьевича Трубецкого (1668—1739) от первого брака с Еленой Григорьевной, дочерью богатейшего князя Г. С. Черкасского, убитого собственным узденем в 1672 году. Братья — Никита, Иван, Дмитрий.
Точных дат жизни князя Алексея Юрьевича Трубецкого не установлено. В «Сказании о роде князей Трубецких» указаны лишь годы жизни его жены, притом скорректированные автором ради кажущегося приведения в соответствие указанных на надгробии княгини дат её жизни с указанной там же продолжительностью жизни. 
Обучался в Венском университете. Знание языков и европейское образование позволили ему поступить в гвардию капитаном. По наследству от отца владел около Рузы усадьбой Архангельское, где построил церковь Архангела Михаила и барочный дворец, до наших дней не сохранившийся. Имение Архангельское отошло к его внуку Алексею Ивановичу, погибшему в битве под Лейпцигом.
В 1731 году Трубецкой купил у вдовы М. А. Протасьева каменные палаты, ныне известные как дом Трубецких в Петровском переулке. Заключив брак с двоюродной сестрой Петра Великого, стал одним из богатейших русских вельмож своего времени. От него происходит третья ветвь Трубецких. Умер, по данным П. Ф. Карабанова, ранее 1743 года. Похоронен был в Александро-Невской лавре. 

## Семья

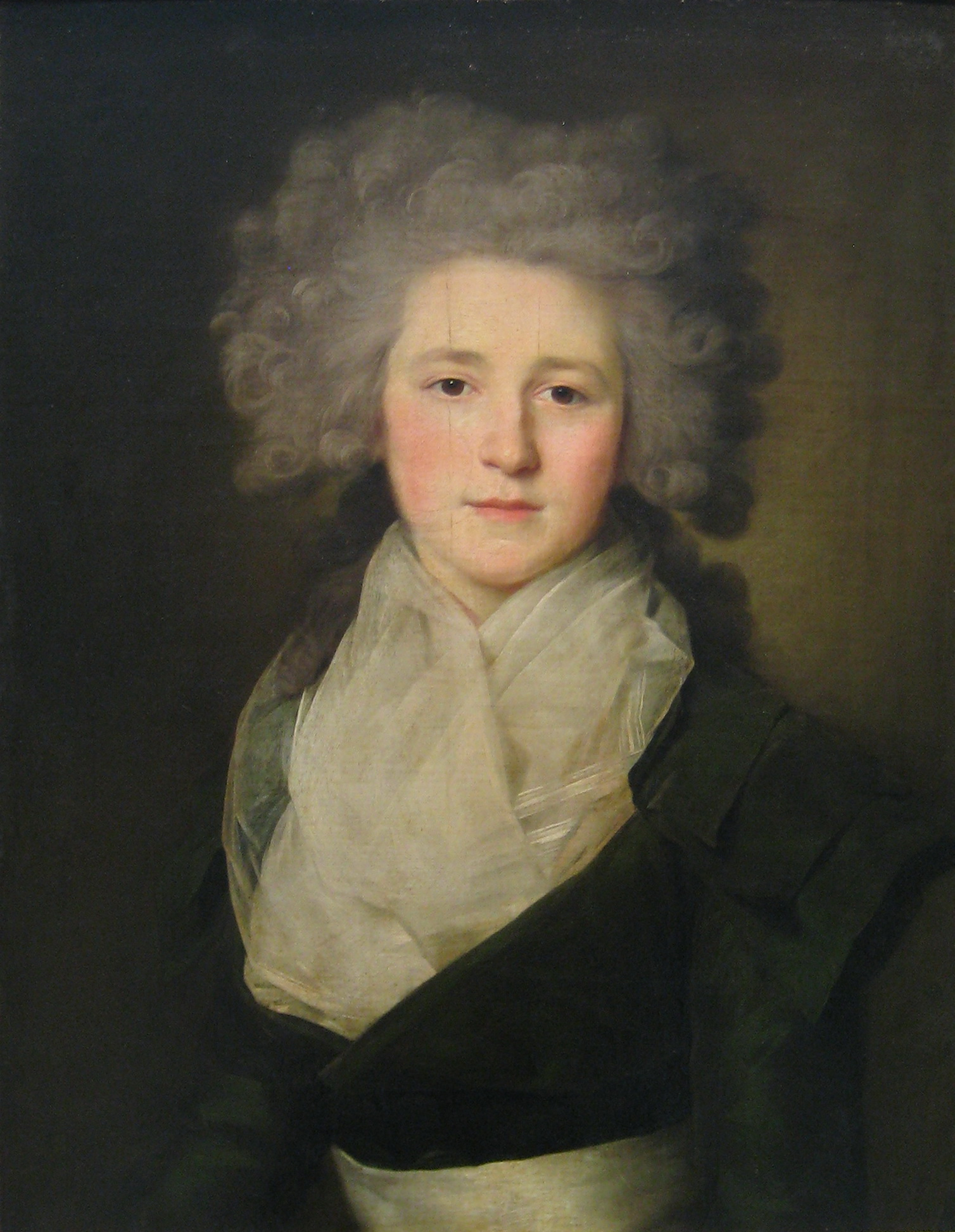
Внучка Анна Строганова на портрете Ж.-Л. Вуаля

Жена — Анна Львовна Нарышкина (1704—1776), богатейшая наследница в России, принесла мужу в приданое пятьдесят тысяч крепостных крестьян, подмосковное Троицкое и ларец с золотом и бриллиантами. Младшая дочь Льва Кирилловича Нарышкина (1664—1705) от второго его брака с Анной Петровной Салтыковой (1677—1728; во втором браке за Б. П. Шереметевым). Будучи в родстве с Петром I, при его похоронах княгиня Анна Львовна шла за гробом, в глубоком трауре, сопровождаемая ассистентом и пажом, несшим её шлейф. При императрице Елизавете была с 1756 статс-дамой, в 1764 году оставила двор и удалилась в Москву, где и скончалась. Похоронена на кладбище Донского монастыря. В браке родились:
- Иван Алексеевич (ум. 1811), женат на Марии Антоновне Ананьевой (1740—1805), их сын Алексей и дочь Екатерина, в замужестве Волынская.
- Сергей Алексеевич (1731—1777), генерал-поручик, женат на княжне Елене Васильевне Несвицкой (1744—1831), их дети: 
  - Екатерина (1763—1830), фрейлина, жена генерал-прокурора графа А. Н. Самойлова.
  - Анна (1765—1824), фрейлина, жена барона Г. А. Строганова.
  - Василий (1776—1841), русский командир эпохи наполеоновских войн, генерал-адъютант.

По каким-то неизвестным причинам колоссальное состояние четы Трубецких после смерти в 1776 г. его вдовы досталось не их детям, а единокровному брату Дмитрию.